# Saxby Chambliss
Pour les articles homonymes, voir Chambliss.
Clarence Saxby Chambliss (nom prononcé en anglais américain : [ˈtʃæmblɪs]), né le 10 novembre 1943 à Warrenton (Caroline du Nord), est un homme politique américain. Membre du Parti républicain, il est représentant (1995-2003) puis sénateur (2003-2015) de la Géorgie au Congrès des États-Unis.

## Biographie
Diplômé de l'université de Géorgie et 1966 et titulaire d'un doctorat en droit de l'université du Tennessee, Saxby Chambliss est membre de la fraternité Sigma Chi et est ajourné de ses obligations militaires à cinq reprises en raison de ses études, puis exempté pour raisons médicales. Après ses études, il devient procureur.
De 1995 à 2003, il est membre de la Chambre des représentants des États-Unis, où il représente le 8e district de Géorgie. Élu en 1994, il est réélu en 1996, 1998 et 2000.
En novembre 2001, peu de temps après les attentats du 11 septembre, il déclare lors d'un meeting à Valdosta, en Géorgie, qu'il faut « arrêter tous les musulmans qui dépassent la ligne rouge ».
En novembre 2002, Saxby Chambliss est élu sénateur de Géorgie au Congrès des États-Unis. Il bat Max Cleland, sénateur démocrate sortant, vétéran du Viêt Nam et détracteur de l'administration de George W. Bush et de ses préparatifs de guerre en Irak. La campagne de Chambliss est axée sur des thèmes de défense et de sécurité nationale. C'est par le biais de publicités négatives liant son adversaire à Oussama ben Laden et Saddam Hussein que Max Chambliss réussit à mettre en doute, auprès de l'électorat, le patriotisme de Max Cleland, pourtant héros du Viêt Nam et trois fois amputé, alors que Chambliss, lui, a été réformé pour raisons médicales. Saxby Chambliss est réélu pour un second mandat en 2008 en remportant 58,5 % des voix contre 41,5 % à son adversaire démocrate Jim Martin.
Au sénat, les votes disséqués de Saxby Chambliss démontrent son appartenance à l'aile conservatrice des républicains, proche de la coalition chrétienne et du lobby des armes à feu. Il est hostile à l'avortement et s'est prononcé en faveur de la privatisation du système de sécurité sociale et de la libéralisation des marchés.
En novembre 2014, il ne se représente pas pour un troisième mandat au Sénat. David Perdue, républicain lui aussi, est élu pour lui succéder.